# استجابة الأكسدة
استجابة الأكسدة  يتم تحفيز استجابة الأكسدة من خلال الاضطراب في التوازن بين إنتاج أنواع الأكسجين التفاعلية والاستجابات المضادة للأكسدة، والمعروفة باسم الإجهاد التأكسدي. الأنواع النشطة من الأكسجين تحدث بشكل طبيعي في الخلايا الهوائية ولها مصادر داخل الخلايا وخارج الخلايا. هذه الأنواع، إذا لم يتم السيطرة عليها، تتلف جميع مكونات الخلية، بما في ذلك البروتينات والدهون والحمض النووي. وبالتالي تحتاج الخلايا للحفاظ على دفاع قوي ضد الأضرار، ومن هذه الاستجابات:

## استجابة الإجهاد
ويمكن الإحساس بتغيرات صغيرة في حالة الأكسدة الخلوية بواسطة بروتينات محددة تنظم مجموعة من الجينات التي تقوم بترميز الإنزيمات المضادة للأكسدة. هذه الاستجابة العالمية تحفز عملية الأيض التكيفية بما في ذلك إزالة أنواع الاكسجين التفاعلية، وتجاوز المسارات المصابة، وجبر الأضرار التأكسدية والحفاظ على الطاقة المخفضة.
بيروكسيد وأكسيد الفوق هما نوعان رئيسيان من الأكسجين الفعال. وجد أن استجابات الإجهاد فوق أكسيد البروكسيد وفوق الأكسيد متميزة في البكتيريا. يؤدي تعرض الكائنات الحية الدقيقة إلى تركيزات منخفضة من المواد المؤكسدة إلى اكتساب المقاومة الخلوية إلى إجهاد مؤكسد قاتل لاحق.

## استجابة اجهاد البيروكسيد
وهي استجابة لتدفق بيروكسيد الهيدروجين وغيروها من البيروكسيدات العضوية الأخرى.
وقد أظهرت الدراسات حول استجابة بكتيريا الاشريكية القولونية إلى بيروكسيد الهيدروجين التعرض له لمستويات مرتفعة من 140 جين يستجيب 30 جين، تشتمل الجينات على العديد من الجينات ترمز للانزيمات الايضية والانزيمات المضادة للأكسدة التي توضح دور هذه الانزيمات في إعادة تنظيم عملية التمثيل الغذائي تحت ظروف الإجهاد.

## استجابة الضغط الفائق
عند التشديد تحت المستويات المرتفعة من ايون الاكسجين المتطرف، تستجيب البكتيريا باستحضار المنبهات فوق الاكسيد، فتقوم المركبات بتوليد الاكسيد الفائق بتفعيل منظم بواسطة اكسدة الكترون واحد من مجموعة (دوكسينات الحديد)، ثم يحدث تأكسد للتعبير عن بروتين، والذي بدوره ينشط النسخ من الجينات الهيكيلية.